# 가타리나 드렉셀
성녀 가타리나 드렉셀(Katharine Drexel, 1858년 11월 26일 - 1955년 3월 3일)은 미국의 로마 가톨릭교회 수녀이자 자선활동가, 교육자, 성인이다.

## 약력
가타리나 메리 드렉셀은 1858년 11월 26일 미국 펜실베이니아주 필라델피아에서 프랜시스 앤서니 드렉셀과 한나 랑스트로스의 딸로 태어났다. 그녀의 가족은 상당한 양의 은행 자산을 보유하고 있었으며, 그녀의 삼촌 앤서니 조셉 드렉셀은 필라델피아의 드렉셀 대학교의 설립자였다. 가타리나에게는 루이즈와 엘리자베스라는 두 자매가 있었다.
가타리나는 자신의 일생과 자기 자신에게 상속된 유산을 모두 미국의 서부 및 남서부 지역에서 백인들로부터 핍박받고 있던 인디언들과 흑인 등 유색인종들의 권익을 위해 바치기로 결심하고 수녀회에 입회하여 종신서약을 하고 수녀가 되었다. 그녀는 이를 위해 복된 성사의 수녀회(Sisters of the Blessed Sacrament for Indians and Colored People)라는 명칭의 교회 공동체를 창설하였다. 가타리나는 루이지애나 하비에르 대학교-역사적으로 미국에서 유일하게 흑인들만을 위한 가톨릭 계열 대학교-를 설립하였을 뿐만 아니라 미국 내 60곳 이상의 선교 단체 및 학교들에게 재정 지원을 하였다.

## 시성
가타리나 드렉셀은 1988년 11월 교황 요한 바오로 2세에 의해 시복되었으며, 2000년 10월 1일 시성되었다. 이로써 그녀는 미국에서 태어나 자란 미국인 여성으로서는 성녀 엘리사벳 앤 시튼에 이어 두 번째로 가톨릭교회의 성인이 되었다. 바티칸에서는 가타리나 드렉셀이 다음과 같은 네 가지 유산을 남겼다고 논평하였다. 즉 성체에 대한 신심, 인종에 구애되지 않고 모든 사람을 하나로 통합시키는 박애정신, 약자에 대한 사회적 불공평을 피하지 않고 맞서 싸우고자 한 용기와 결단, 모든 사람에게 좋은 교육을 시키고자 한 노력들 그리고 불의에 의해 피해당한 사람들을 위해서 자신이 물려받은 유산을 기부하는 등의 봉사정신 등이 그것이다. 성녀 가타리나 드렉셀은 유색인종들의 권익을 보호하기 위해 활동하는 사람들과 자선활동을 하는 사람들의 수호성녀로 유명하다.

## 성유해
성녀 가타리나 드렉셀의 유해는 노스캐롤라이나주 롤리에 있는 성 라파엘 대천사 성당의 마리아 경당 제대 밑의 이중 유리창 안에 안전하게 보관되어 있다.